# Ronald Keeble
Ronald James Keeble (Londres, 14 de enero de 1946) es un deportista británico que compitió en ciclismo en la modalidad de pista, especialista en la prueba de persecución por equipos.
Participó en dos Juegos Olímpicos de Verano, en los años 1968 y 1972, obteniendo una medalla de bronce en Múnich 1972, en la prueba de persecución por equipos (junto con Michael Bennett, Ian Hallam y William Moore).

## Medallero internacional
| Juegos Olímpicos | Juegos Olímpicos | Juegos Olímpicos  | Juegos Olímpicos        |
| Año              | Lugar            | Medalla           | Competición             |
| ---------------- | ---------------- | ----------------- | ----------------------- |
| 1972             | Múnich ( RFA)    | Medalla de bronce | Persecución por equipos |